# Charles Druck
Charles Druck – francuski kierowca wyścigowy.

## Kariera
W swojej karierze wyścigowej Druck poświęcił się startom w wyścigach Grand Prix oraz w wyścigach samochodów sportowych. W latach 1932, 1934-1935 Francuz pojawiał się w stawce 24-godzinnego wyścigu Le Mans. W pierwszych dwóch sezonach nie zdołał osiągnąć linii mety. W sezonie 1935 odniósł zwycięstwo w klasie 1.1, a w klasyfikacji generalnej był dziewiąty.